# Straßenradsport-Europameisterschaften 2023
Die Straßenradsport-Europameisterschaften 2023 (2023 UEC Road European Championships) fanden vom 20. bis 24. September 2023 in der niederländischen Provinz Drenthe statt.

## Programm
Es standen 14 Entscheidungen auf dem Programm, jeweils ein Straßenrennen und ein Einzelzeitfahren für Frauen und Männer, U23-Frauen und -Männer, Juniorinnen und Junioren sowie eine Mixed-Staffel der Elite sowie eine solche für Junioren/Juniorinnen. Um Ländern mit geringerer Leistungsstärke (internationale Gruppen 3 und 4) eine Teilnahme zu ermöglichen, konnten multinationale Mannschaften gebildet werden.
Gemeldet waren rund 850 Sportlerinnen und Sportler aus 40 Ländern.

## Streckenführungen
Die Starts der Einzelzeitfahren am Mittwoch, 20. September, erfolgten vom Wildlands Zoo in Emmen und führten als Runde über Erm, Sleen und Noord-Sleen zurück nach Emmen zurück zum Tierpark. Die Mixed-Staffeln verliefen über dieselbe Runde, wenn sich auch der Start- und Zielbereich aus logistischen Gründen etwas entfernt befand.
Am Freitag, 22. September, absolvierten die Männer U23 und die Frauen U23 die Straßenrennen. Die Frauen U23 starteten in Coevorden und fuhren über Sleen, Schoonoord und Westerbork zum Finale am VAM-Berg. Dieser Berg diente ursprünglich als Müllhalde und wurde im Oktober 2018 als Radsport-Berg mit drei Anstiegen und einer Abfahrt ausgebaut. Er ist 2100 Meter lang und hat durchschnittlich zehn Prozent Steigung. Außerdem gibt es einen 150 Meter langen Pavé-Sektor mit 15 Prozent Steigung.
Die Männer U23 starteten in Hoogeveen, fuhren dann nach Coevorden und folgten dann derselben Strecke wie ihre Kolleginnen. Die Junioren absolvierten ihr Rennen am Sonntag, den 24. September, ausschließlich auf einem Parcours rund um den VAM-Berg. Der Startschuss erfolgte in Drijber neben dem VAM-Berg. Für die Frauen begann das Straßenrennen in Meppel, und über Havelte, Wilhelminaoord, Vledder, Diever und Dwingeloo erreichten sie den VAM-Berg. Den mussten sie bis zum Ziel fünf Mal überwinden. Der Titelkampf der Männer startete in Assen und ging über 110 Kilometer durch Norg, Vries, Zuidlaren, Gieten und Zwiggelte durch die komplette Provinz zum VAM-Berg, wo sie den dortigen Rundkurs sechs Mal absolvierten.

## Zeitplan
| Datum                     | Zeit (MEZ) | Wettkampf                       | Distanz (km) | Startort        | Runden             | Karte | Zielort    | Europameister 2022 | Europameister 2023  |
| ------------------------- | ---------- | ------------------------------- | ------------ | --------------- | ------------------ | ----- | ---------- | ------------------ | ------------------- |
| Mittwoch, 20. September   | 09:00      | Juniorinnen – Einzelzeitfahren  | 19,8         | Wildlands Emmen | 1                  |       | Emmen      | Justyna Czapla     | Federica Venturelli |
| Mittwoch, 20. September   | 10:25      | Junioren – Einzelzeitfahren     | 19,8         | Wildlands Emmen | 1                  |       | Emmen      | Mathieu Kockelmann | Albert Philipsen    |
| Mittwoch, 20. September   | 12:00      | Frauen U23 – Einzelzeitfahren   | 19,8         | Wildlands Emmen | 1                  |       | Emmen      | Shirin van Anrooij | Zoe Bäckstedt       |
| Mittwoch, 20. September   | 13:05      | Männer U23 – Einzelzeitfahren   | 19,8         | Wildlands Emmen | 1                  |       | Emmen      | Alec Segaert       | Alec Segaert        |
| Mittwoch, 20. September   | 14:30      | Frauen Elite – Einzelzeitfahren | 29,8         | Wildlands Emmen | 1                  |       | Emmen      | Marlen Reusser     | Marlen Reusser      |
| Mittwoch, 20. September   | 16:15      | Männer Elite – Einzelzeitfahren | 29,8         | Wildlands Emmen | 1                  |       | Emmen      | Stefan Bissegger   | Joshua Tarling      |
| Donnerstag, 21. September | 12:45      | Mixed-Staffel – Elite           | 19,2         | Emmen           | 2x1                |       | Emmen      | nicht ausgetragen  | Frankreich          |
| Donnerstag, 21. September | 13:30      | Mixed-Staffel – Junioren        | 19,2         | Emmen           | 2x1                |       | Emmen      | Italien            | Italien             |
| Freitag, 22. September    | 09:30      | Männer U23 – Straßenrennen      | 136,5        | Hoogeveen       | 64,6 km + 5 Runden |       | Col du VAM | Felix Engelhardt   | Henrik Pedersen     |
| Freitag, 22. September    | 14:30      | Frauen U23 – Straßenrennen      | 108,0        | Coevorden       | 36,1 km + 5 Runden |       | Col du VAM | Shirin van Anrooij | Ilse Pluimers       |
| Samstag, 23. September    | 09:00      | Junioren – Straßenrennen        | 109,3        | Drijber         | 8                  |       | Col du VAM | Jan Christen       | Anže Ravbar         |
| Samstag, 23. September    | 14:00      | Frauen Elite – Straßenrennen    | 129,6        | Meppel          | 59,3 km + 5 Runden |       | Col du VAM | Lorena Wiebes      | Mischa Bredewold    |
| Sonntag, 24. September    | 09:00      | Juniorinnen – Straßenrennen     | 68,2         | Drijber         | 5                  |       | Col du VAM | Églantine Rayer    | Fleur Moors         |
| Sonntag, 24. September    | 12:15      | Männer Elite – Straßenrennen    | 199,8        | Assen           | 115 km + 6 Runden  |       | Col du VAM | Fabio Jakobsen     | Christophe Laporte  |

## Resultate

### Männer / Frauen Elite Mixed-Staffel
| Platz | Land        | Mannschaft | Fahrer                                        | Mannschaft | Fahrerinnen                                     | Gesamtzeit (min)      | Abstand (min) |
| ----- | ----------- | ---------- | --------------------------------------------- | ---------- | ----------------------------------------------- | --------------------- | ------------- |
| 1     | Frankreich  | Männer     | Bruno Armirail Rémi Cavagna Benjamin Thomas   | Frauen     | Audrey Cordon Cédrine Kerbaol Juliette Labous   | 44:23,72 (52,17 km/h) |               |
| 2     | Italien     | Männer     | Edoardo Affini Mattia Cattaneo Matteo Sobrero | Frauen     | Elena Cecchini Vittoria Guazzini Soraya Paladin | 44:27,93 (52,09 km/h) | + 0:05        |
| 3     | Deutschland | Männer     | Miguel Heidemann Jannik Steimle Max Walscheid | Frauen     | Lisa Klein Franziska Koch Mieke Kröger          | 44:46,51 (51,72 km/h) | + 0:23        |

Streckenlänge: 38,6 Kilometer.

Es gingen 8 Mannschaften an den Start.

### Junioren/ Juniorinnen Mixed-Staffel
| Platz | Land        | Mannschaft | Fahrer                                      | Mannschaft  | Fahrerinnen                                          | Gesamtzeit (min)      | Abstand (min) |
| ----- | ----------- | ---------- | ------------------------------------------- | ----------- | ---------------------------------------------------- | --------------------- | ------------- |
| 1     | Italien     | Junioren   | Andrea Bessega Luca Giaimi Andrea Montagner | Juniorinnen | Eleonora La Bella Alice Toniolli Federica Venturelli | 48:14,15 (48,01 km/h) |               |
| 2     | Deutschland | Junioren   | Moritz Bell Ian Kings Louis Leidert         | Juniorinnen | Pia Grünewald Hannah Kunz Joelle Messeme             | 48:39,59 (47,60 km/h) | + 0:26        |
| 3     | Frankreich  | Junioren   | Léo Bisiaux Eliott Boulet Maxime Decomble   | Juniorinnen | Julie Bego Alice Bredard Léane Tabu                  | 48:48,60 (47,45 km/h) | + 0:35        |

Streckenlänge: 38,6 Kilometer.

Es gingen 11 Mannschaften an den Start.

### Frauen Elite

#### Straßenrennen
| Platz | Sportlerin              | Land | Zeit (h) |
| ----- | ----------------------- | ---- | -------- |
| 1     | Mischa Bredewold        | NED  | 3:04:12  |
| 2     | Lorena Wiebes           | NED  | + 00:04  |
| 3     | Lotte Kopecky           | BEL  | + 00:04  |
| 4     | Pfeiffer Georgi         | GBR  | + 00:08  |
| 5     | Silvia Persico          | ITA  | + 00:08  |
| 6     | Elise Chabbey           | SUI  | + 00:08  |
| 7     | Liane Lippert           | GER  | + 00:08  |
| 8     | Anna Henderson          | GBR  | + 00:08  |
| 9     | Juliette Labous         | FRA  | + 00:11  |
| 10    | Demi Vollering          | NED  | + 00:13  |
| …     |                         |      |          |
| 13    | Marlen Reusser          | SUI  | + 00:31  |
| 31    | Franziska Koch          | GER  | + 01:58  |
| 33    | Caroline Baur           | SUI  | + 02:01  |
| 46    | Romy Kasper             | GER  | + 02:17  |
| 48    | Nicole Koller           | SUI  | + 02:19  |
| 50    | Christina Schweinberger | AUT  | + 02:30  |
| 57    | Lea Lin Teutenberg      | GER  | + 03:38  |
| 63    | Katharina Fox           | GER  | + 08:36  |
| 67    | Lea Fuchs               | SUI  | + 08:52  |
| 69    | Hannah Ludwig           | GER  | + 08:52  |

Streckenlänge: 131, Kilometer.

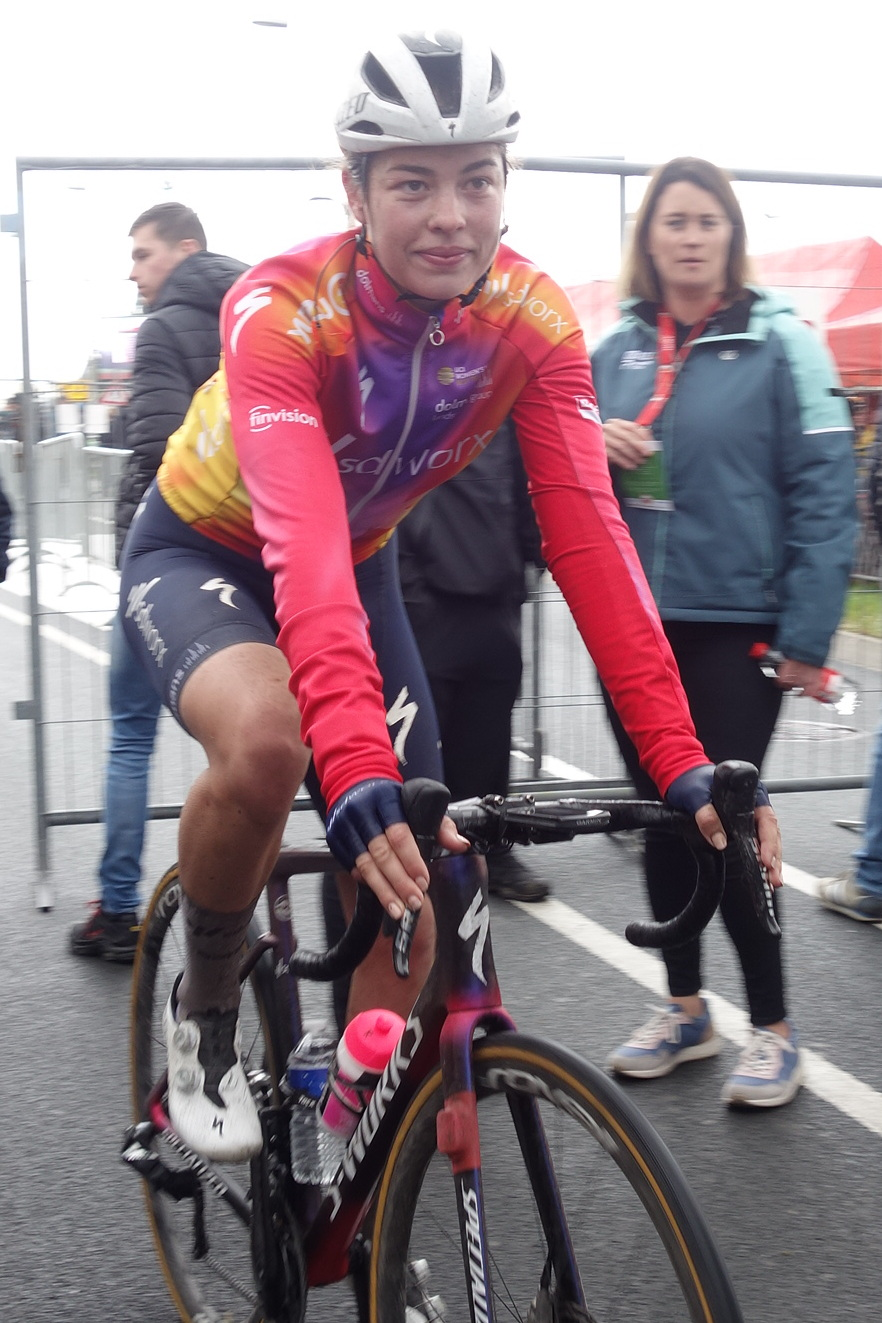
Die Niederländerin Mischa Bredewold wurde Europameisterin im Straßenrennen

95 Fahrerinnen gingen an den Start, von denen 71 das Ziel erreichten. Die deutsche Fahrerin Lisa Klein gab das Rennen auf.

#### Einzelzeitfahren
| Platz | Athletin                | Land | Zeit (min)            | Abstand (min) |
| ----- | ----------------------- | ---- | --------------------- | ------------- |
| 1     | Marlen Reusser          | SUI  | 35:53,53 (49,82 km/h) |               |
| 2     | Anna Henderson          | GBR  | 36:36,89              | + 0:43,36     |
| 3     | Christina Schweinberger | AUT  | 36:37,58              | + 0:44,05     |
| 4     | Audrey Cordon           | FRA  | 36:41,14              | + 0:47,61     |
| 5     | Lotte Kopecky           | BEL  | 36:42,01              | + 0:48,48     |
| 6     | Anna Kiesenhofer        | AUT  | 36:49,02              | + 0:55,49     |
| 7     | Riejanne Markus         | NED  | 36:53,75              | + 1:00,22     |
| 8     | Eugenia Bujak           | SLO  | 37:02,27              | + 1:08,74     |
| 9     | Elinor Barker           | GBR  | 37:05,13              | + 1:11,60     |
| 10    | Walerija Kononenko      | UKR  | 37:15,38              | + 1:21,85     |
| …     |                         |      |                       |               |
| 11    | Katharina Fox           | GER  | 37:20,48              | + 1:26,95     |
| 12    | Lisa Klein              | GER  | 37:27,47              | + 1:33,94     |

Streckenlänge: 29,8 Kilometer

Es starteten 30 Fahrerinnen.

### Männer Elite

#### Straßenrennen
| Platz | Athlet                | Land | Zeit                   |
| ----- | --------------------- | ---- | ---------------------- |
| 1     | Christophe Laporte    | FRA  | 4:15:50h (46,857 km/h) |
| 2     | Wout van Aert         | BEL  | + 0:00                 |
| 3     | Olav Kooij            | NED  | + 0:00                 |
| 4     | Arnaud De Lie         | BEL  | + 0:00                 |
| 5     | Mike Teunissen        | NED  | + 00:09                |
| 6     | Rasmus Tiller         | NOR  | + 00:09                |
| 7     | Mads Pedersen         | DEN  | + 00:13                |
| 8     | John Degenkolb        | GER  | + 00:15                |
| 9     | Andreas Kron          | DEN  | + 00:39                |
| 10    | Florian Sénéchal      | FRA  | + 00:41                |
| …     |                       |      |                        |
| 16    | Jonas Koch            | GER  | + 00:41                |
| 20    | Felix Engelhardt      | GER  | + 00:53                |
| 26    | Tobias Bayer          | AUT  | + 02:00                |
| 33    | Max Walscheid         | GER  | + 03:09                |
| 41    | Mauro Schmid          | SUI  | + 04:17                |
| 48    | Fabian Lienhard       | SUI  | + 05:35                |
| 52    | Sebastian Schönberger | AUT  | + 06:16                |
| 63    | Rainer Kepplinger     | AUT  | + 06:26                |
| 71    | Jannik Steimle        | GER  | + 05:31                |
| 71    | Johan Jacobs          | SUI  | + 07:02                |
| 72    | Michael Schär         | SUI  | + 05:31                |
| 74    | Stefan Bissegger      | SUI  | + 07:22                |
| 79    | Miguel Heidemann      | GER  | + 08:31                |
| 80    | Reto Hollenstein      | SUI  | + 08:31                |
| 84    | Lukas Rüegg           | SUI  | + 08:31                |
| 84    | Felix Stehli          | SUI  | + 08:31                |

Streckenlänge: 199,8 Kilometer

Es gingen 129 Fahrer an den Start, von denen 42 das Rennen aufgaben, darunter die Deutschen Kim Heiduk und Michael Schwarzmann.

#### Einzelzeitfahren
| Platz | Athlet            | Land | Zeit (min)            | Abstand (min) |
| ----- | ----------------- | ---- | --------------------- | ------------- |
| 1     | Joshua Tarling    | GBR  | 31:30,01 (56,76 km/h) |               |
| 2     | Stefan Bissegger  | SUI  | 32:12,93              | + 0:42,92     |
| 3     | Wout van Aert     | BEL  | 32:13,15              | + 0:43,14     |
| 4     | Mikkel Bjerg      | DEN  | 32:39,65              | + 1:09,64     |
| 5     | Mattia Cattaneo   | ITA  | 32:43,77              | + 1:13,76     |
| 6     | Nélson Oliveira   | POR  | 32:45,91              | + 1:15,90     |
| 7     | Daan Hoole        | NED  | 32:52,03              | + 1:22,02     |
| 8     | Rémi Cavagna      | FRA  | 32:55,19              | + 1:25,18     |
| 9     | Yves Lampaert     | BEL  | 32:55,22              | + 1:25,21     |
| 10    | Sjoerd Bax        | NED  | 32:59,00              | + 1:28,99     |
| …     |                   |      |                       |               |
| 11    | Stefan Küng       | SUI  | 32:59,69              | + 1:29,68     |
| 15    | Max Walscheid     | GER  | 33:14,14              | + 1:44,13     |
| 19    | Rainer Kepplinger | AUT  | 33:23,66              | + 1:53,65     |
| 21    | Miguel Heidemann  | GER  | 33:51,88              | + 2:21,87     |

Streckenlänge: 29,8  Kilometer

Es gingen 32 Fahrer an den Start.

### Frauen U23
| Straßenrennen (108,0 km) |               |      |                       |
| Platz                    | Sportlerin    | Land | Zeit (h)              |
|                          | Ilse Pluimers | NED  | 2:46:33 (38,907 km/h) |
|                          | Anna Shackley | GBR  | + 00:01               |
|                          | Linda Zanetti | SUI  | + 00:01               |

| Einzelzeitfahren (19,8 km) |                     |      |                       |
| Platz                      | Sportlerin          | Land | Zeit (min)            |
|                            | Zoe Bäckstedt       | GBR  | 24:25.89 (48,63 km/h) |
|                            | Antonia Niedermaier | GER  | + 57,51               |
|                            | Anniina Ahtosalo    | FIN  | + 1:33,47             |

### Männer U23
| Straßenrennen (136,5 km) |                 |      |                       |
| Platz                    | Sportler        | Land | Zeit (h)              |
|                          | Henrik Pedersen | DEN  | 3:00:12 (45,448 km/h) |
|                          | Iván Romeo      | ESP  | + 00:25               |
|                          | Paul Magnier    | FRA  | + 00:37               |

| Einzelzeitfahren (19,8 km) |                      |      |                        |
| Platz                      | Sportler             | Land | Zeit (min)             |
|                            | Alec Segaert         | BEL  | :22:02,68 (53,89 km/h) |
|                            | Carl-Frederik Bévort | DEN  | + 37,60                |
|                            | Gustav Wang          | DEN  | + 52,22                |

### Juniorinnen
| Straßenrennen (68,25 km) |                     |      |                       |
| Platz                    | Sportlerin          | Land | Zeit (h)              |
|                          | Fleur Moors         | BEL  | 1:59:45 (34,572 km/h) |
|                          | Federica Venturelli | ITA  | + 0:02                |
|                          | Léane Tabu          | FRA  | + 0:07                |

| Einzelzeitfahren (19,8 km) |                     |      |                       |
| Platz                      | Sportlerin          | Land | Zeit (min)            |
|                            | Federica Venturelli | ITA  | 26:23,87 (46,82 km/h) |
|                            | Stina Kagevi        | SWE  | + 23,36               |
|                            | Hannah Kunz         | GER  | + 32,99               |

### Junioren
| Straßenrennen (109,2 km) |              |      |                       |
| Platz                    | Sportler     | Land | Zeit (h)              |
|                          | Anže Ravbar  | SLO  | 2:38:50 (41,928 km/h) |
|                          | Matys Grisel | FRA  | + 00:02               |
|                          | Žak Eržen    | SLO  | + 00:02               |

| Einzelzeitfahren (19,8 km) |                  |      |                          |
| Platz                      | Sportler         | Land | Zeit (min)               |
|                            | Albert Philipsen | DEN  | 00:22:48,68 (52,08 km/h) |
|                            | Jørgen Nordhagen | NOR  | + 46,43                  |
|                            | Sente Sentjens   | BEL  | + 49,12                  |

## Medaillenspiegel
| Platz | Land           | Gold | Silber | Bronze | Gesamt |
| ----- | -------------- | ---- | ------ | ------ | ------ |
| 1     | Italien        | 2    | 2      | 0      | 4      |
| 1     | Großbritannien | 2    | 2      | 0      | 4      |
| 3     | Belgien        | 2    | 1      | 3      | 6      |
| 3     | Frankreich     | 2    | 1      | 3      | 6      |
| 5     | Dänemark       | 2    | 1      | 1      | 4      |
| 5     | Niederlande    | 2    | 1      | 1      | 4      |
| 7     | Schweiz        | 1    | 1      | 1      | 3      |
| 8     | Slowenien      | 1    | 0      | 1      | 2      |
| 9     | Deutschland    | 0    | 2      | 2      | 4      |
| 10    | Norwegen       | 0    | 1      | 0      | 1      |
| 10    | Spanien        | 0    | 1      | 0      | 1      |
| 10    | Schweden       | 0    | 1      | 0      | 1      |
| 13    | Finnland       | 0    | 0      | 1      | 1      |
| 13    | Österreich     | 0    | 0      | 1      | 1      |
| Total | Total          | 14   | 14     | 14     | 42     |

## Aufgebote

### Bund Deutscher Radfahrer
- Frauen Elite: Katharina Fox, Romy Kasper,  Lisa Klein, Franziska Koch, Liane Lippert, Hannah Ludwig, Lea Lin Teutenberg
- Männer Elite: John Degenkolb, Felix Engelhardt, Miguel Heidemann, Kim Heiduk, Jonas Koch, Michael Schwarzmann, Jannik Steimle, Max Walscheid

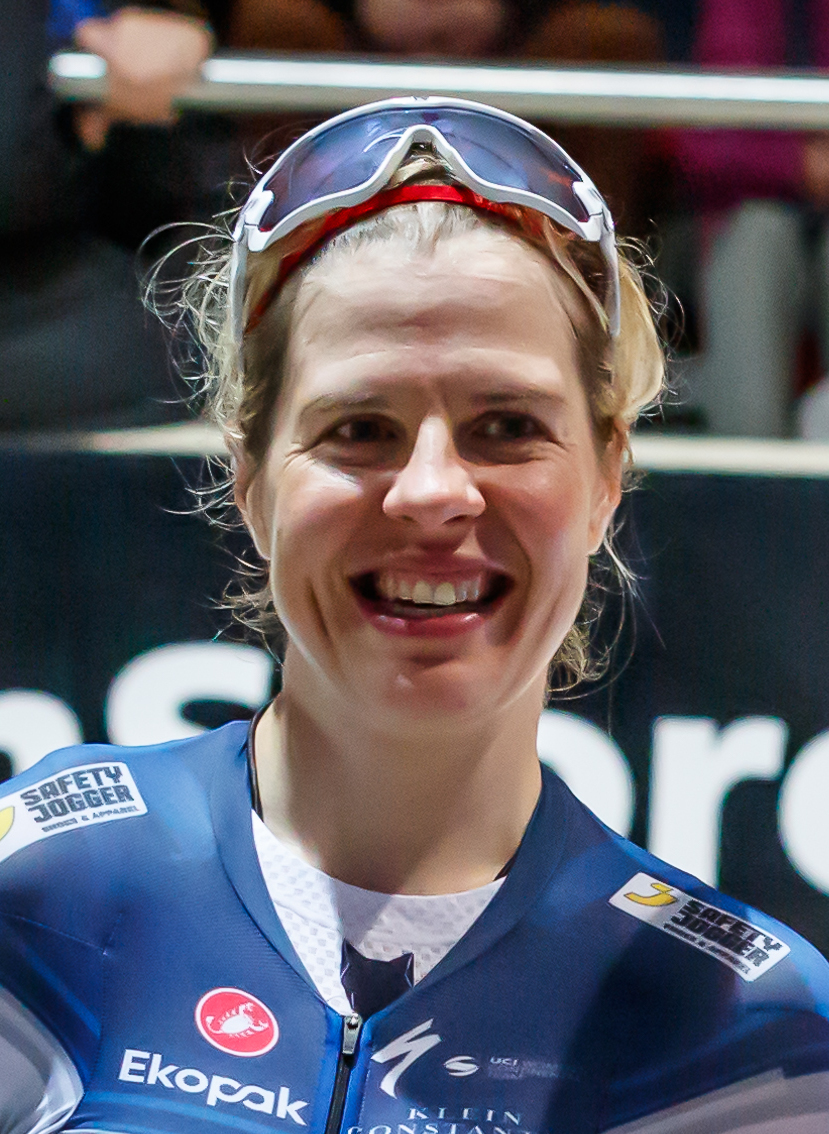
Romy Kasper
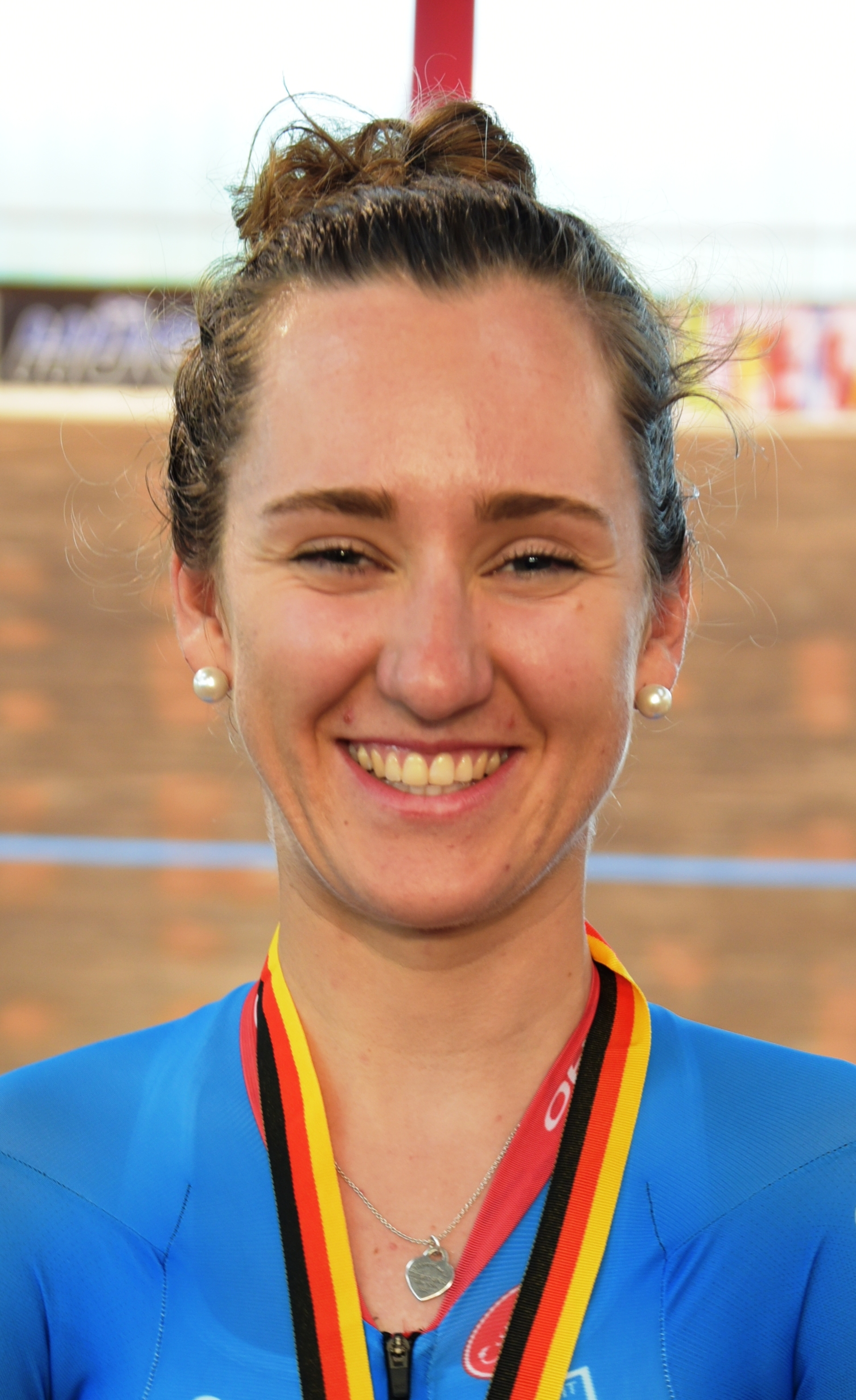
Lea Lin Teutenberg
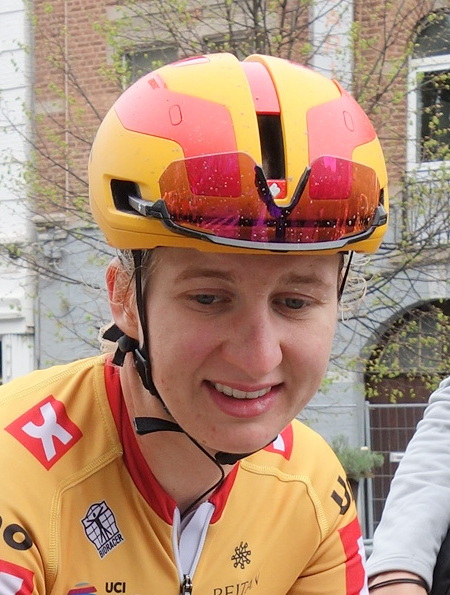
Hannah Ludwig
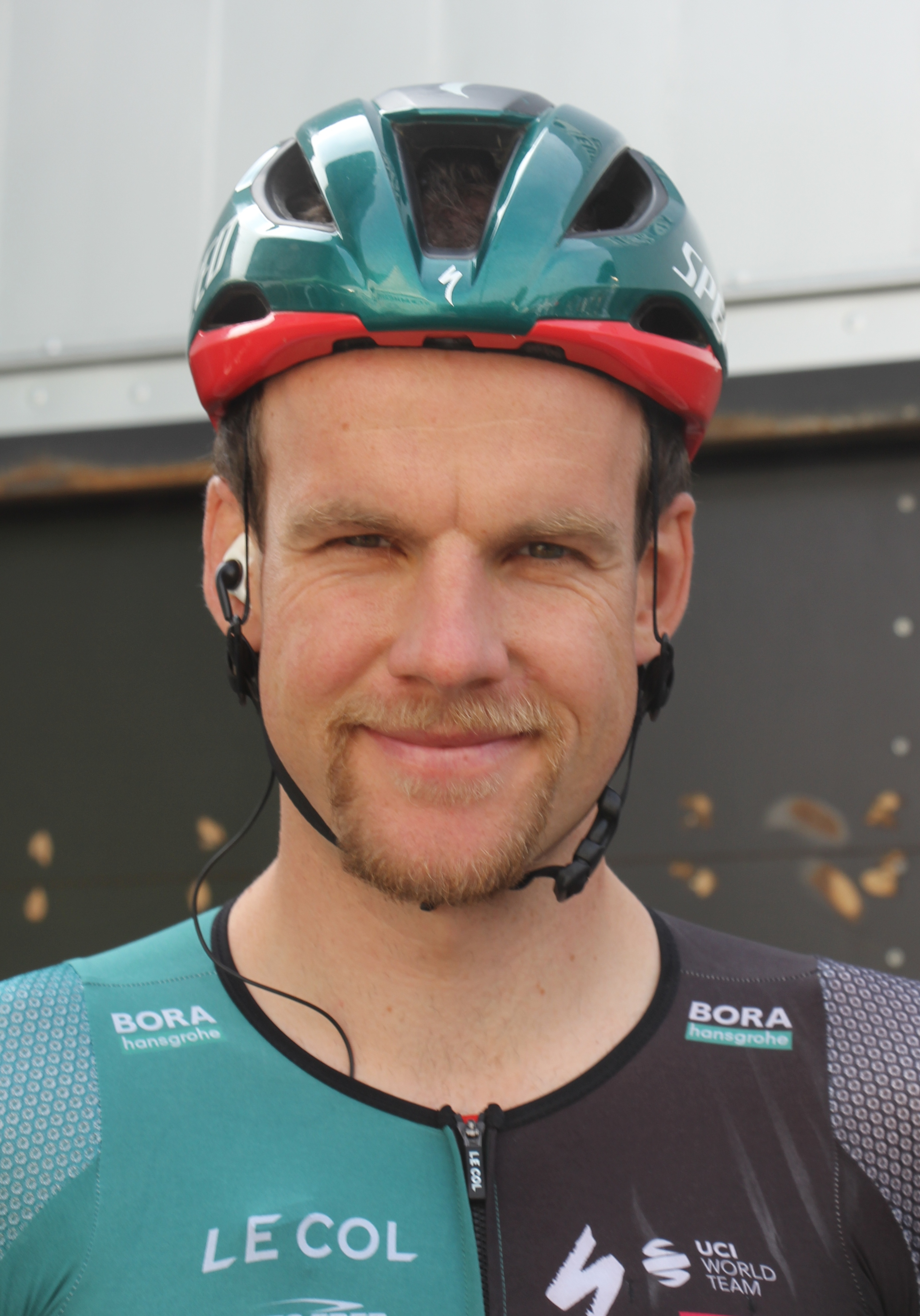
Jonas Koch
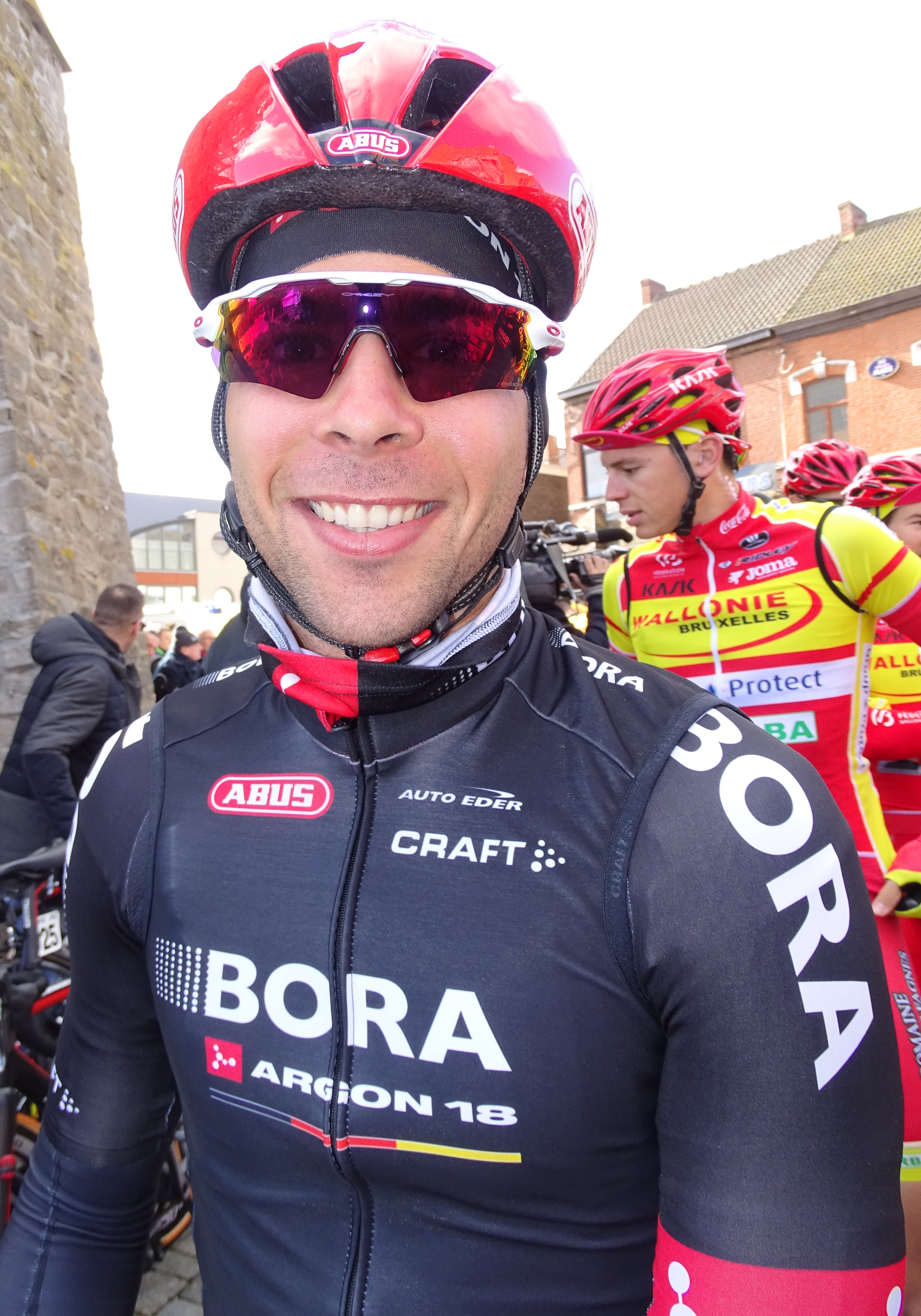
Michael Schwarzmann
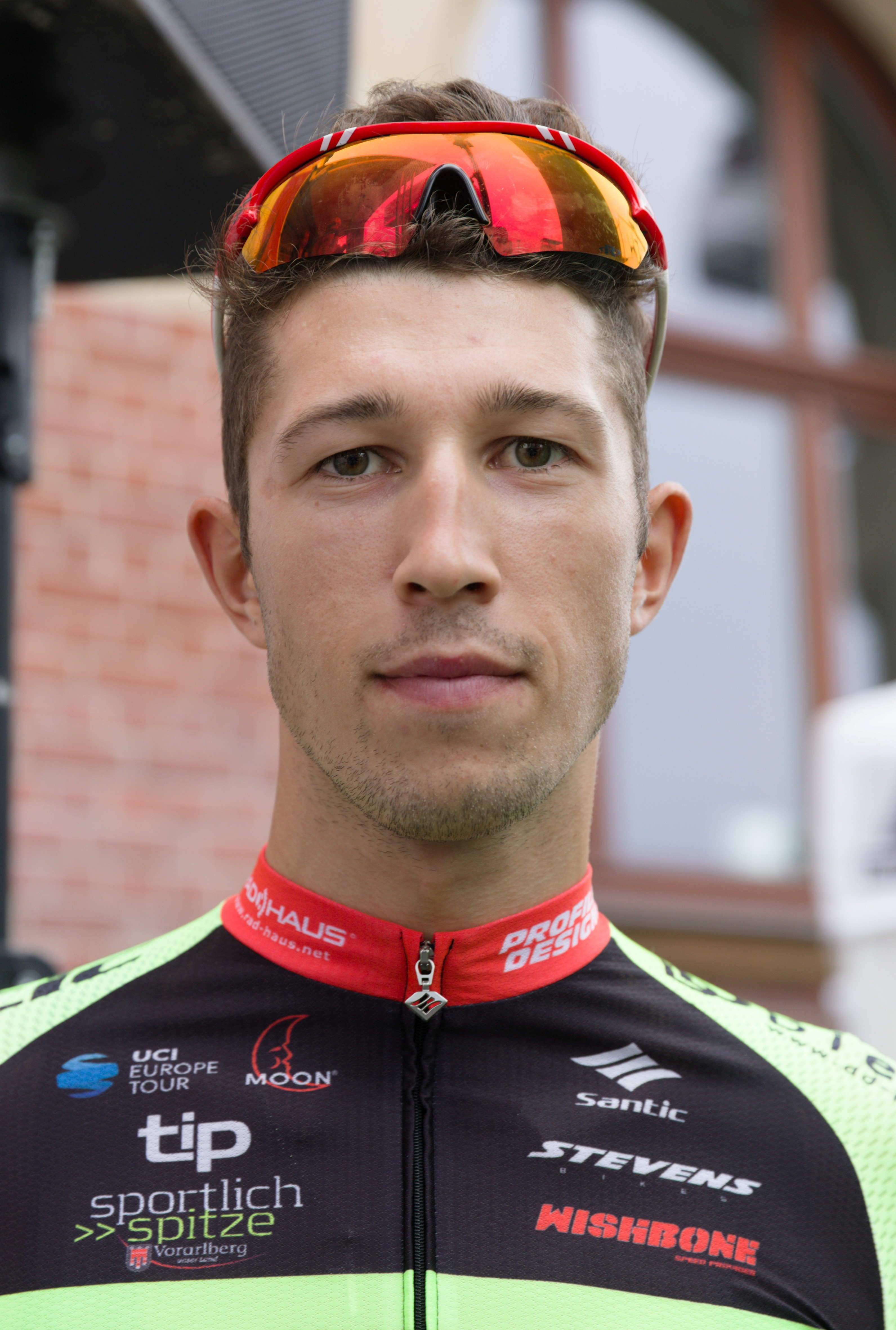
Jannik Steimle

- Frauen U23: Justyna Czapla, Hanna Dopjans, Selma Lantzsch, Jette Simon, Antonia Niedermaier, Linda Riedmann
- Männer U23: Tobias Buck-Gramcko, Roman Duckert, Luca Dreßler, Vincent John, Tim Torn Teutenberg, Henri Uhlig
- Juniorinnen: Anna Borger, Pia Grünewald, Hannah Kunz, Jule Märkl, Joelle Messemer, Judith Rottmann
- Junioren: Leon Arenz, Moritz Bell, Paul Fietzke, Lous Grupp, Ian Kings, Bruno Keßler, Louis Leidert

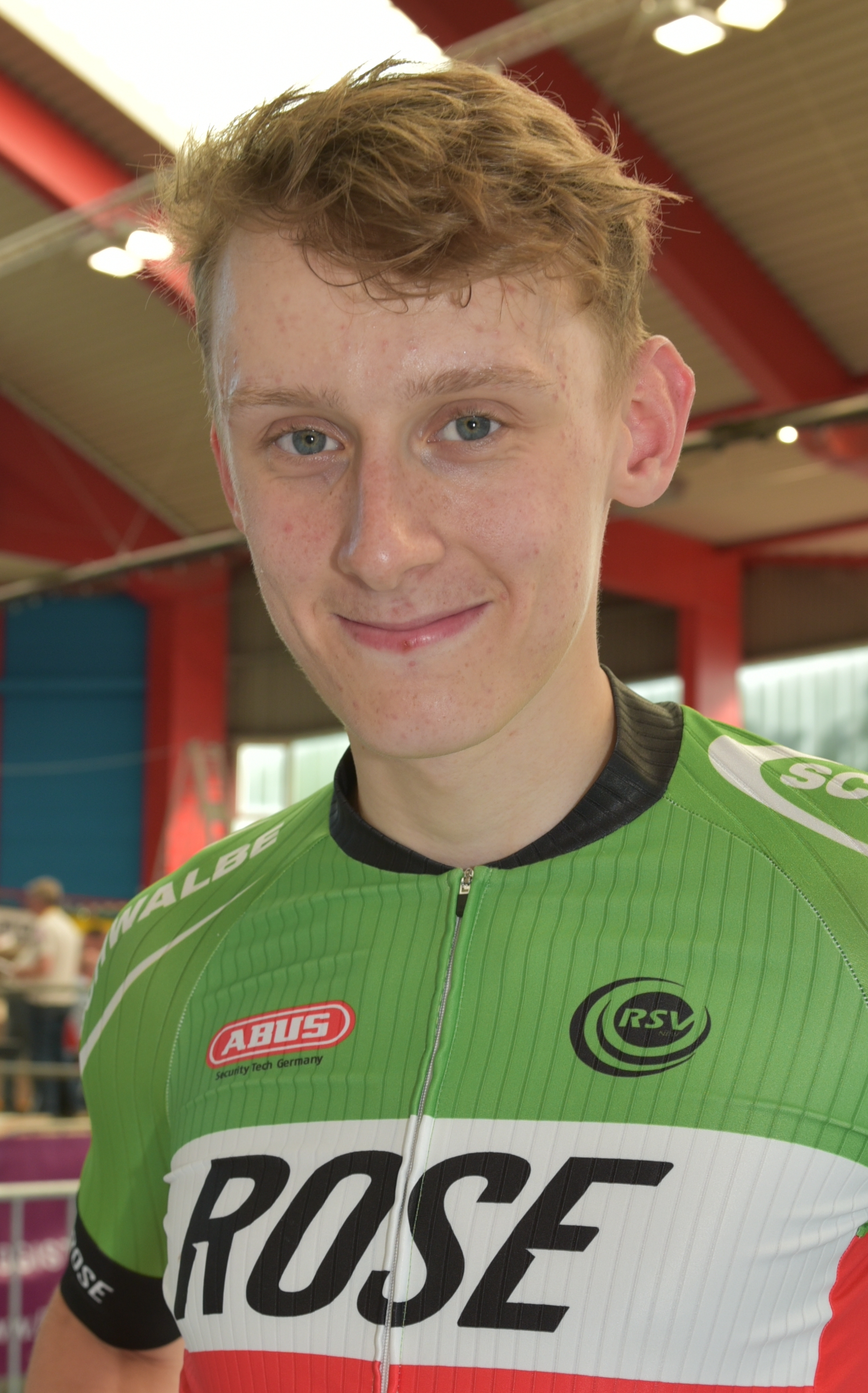
Leon Arenz
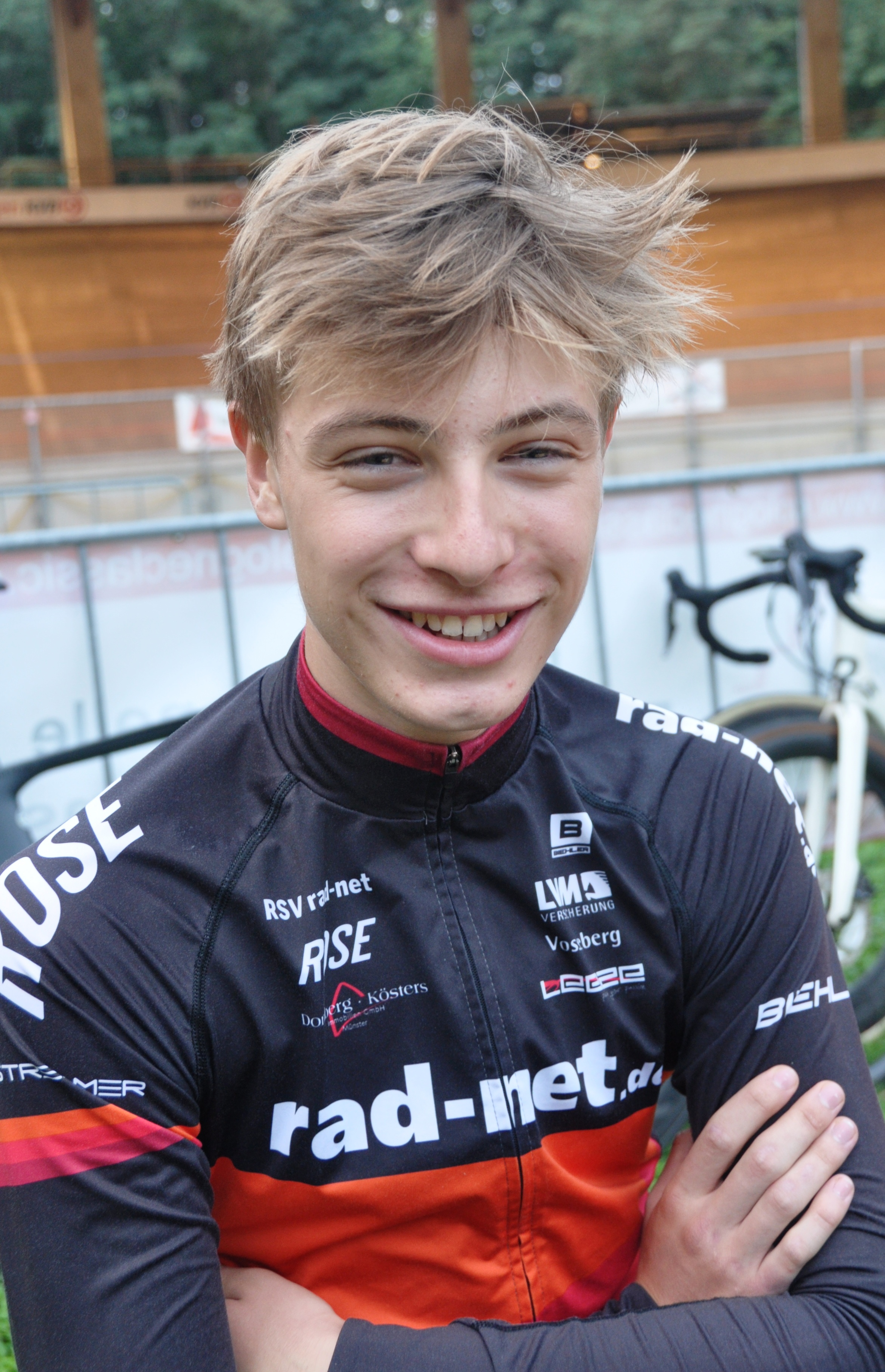
Louis Leidert
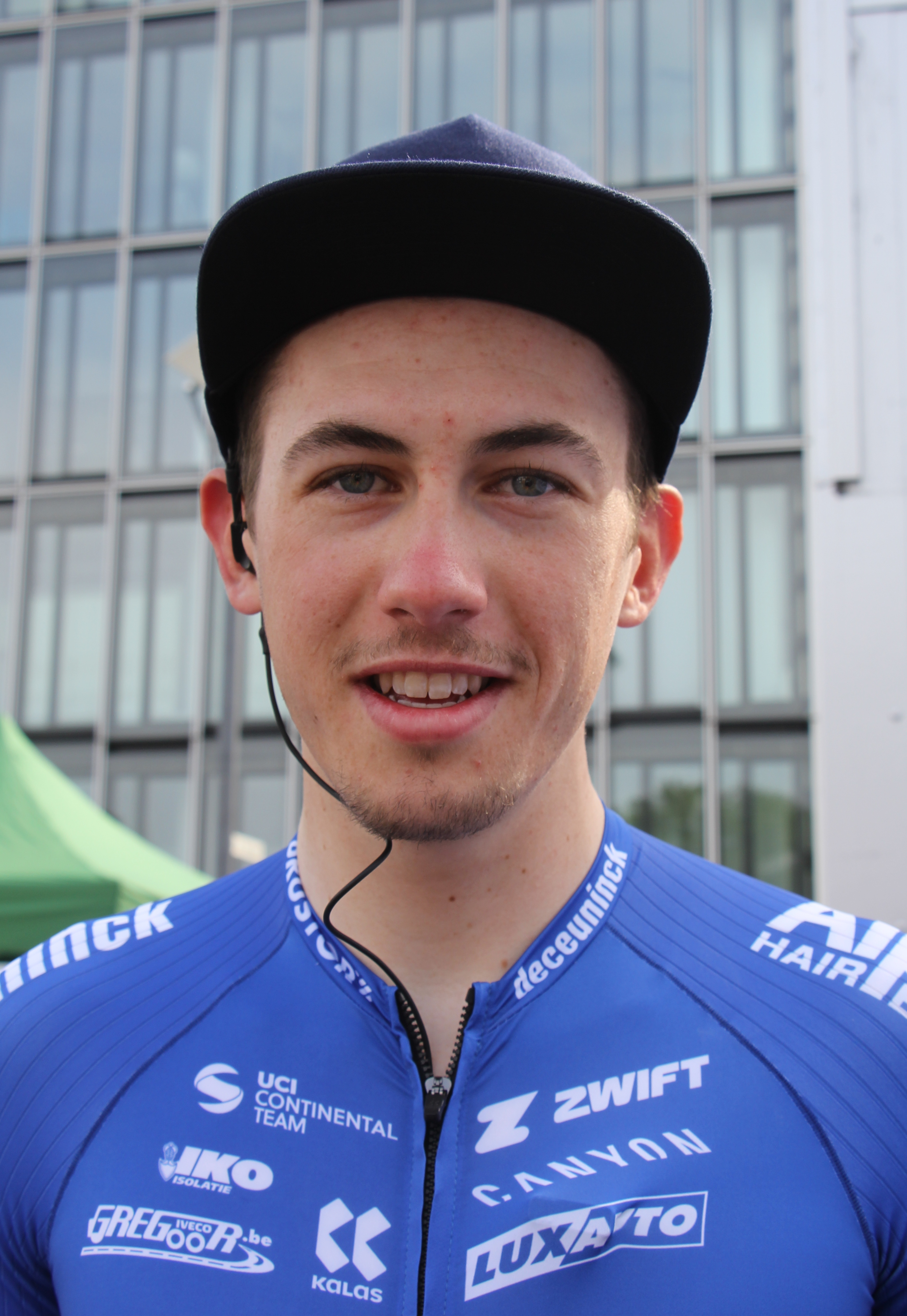
Henri Uhlig
Vincent John
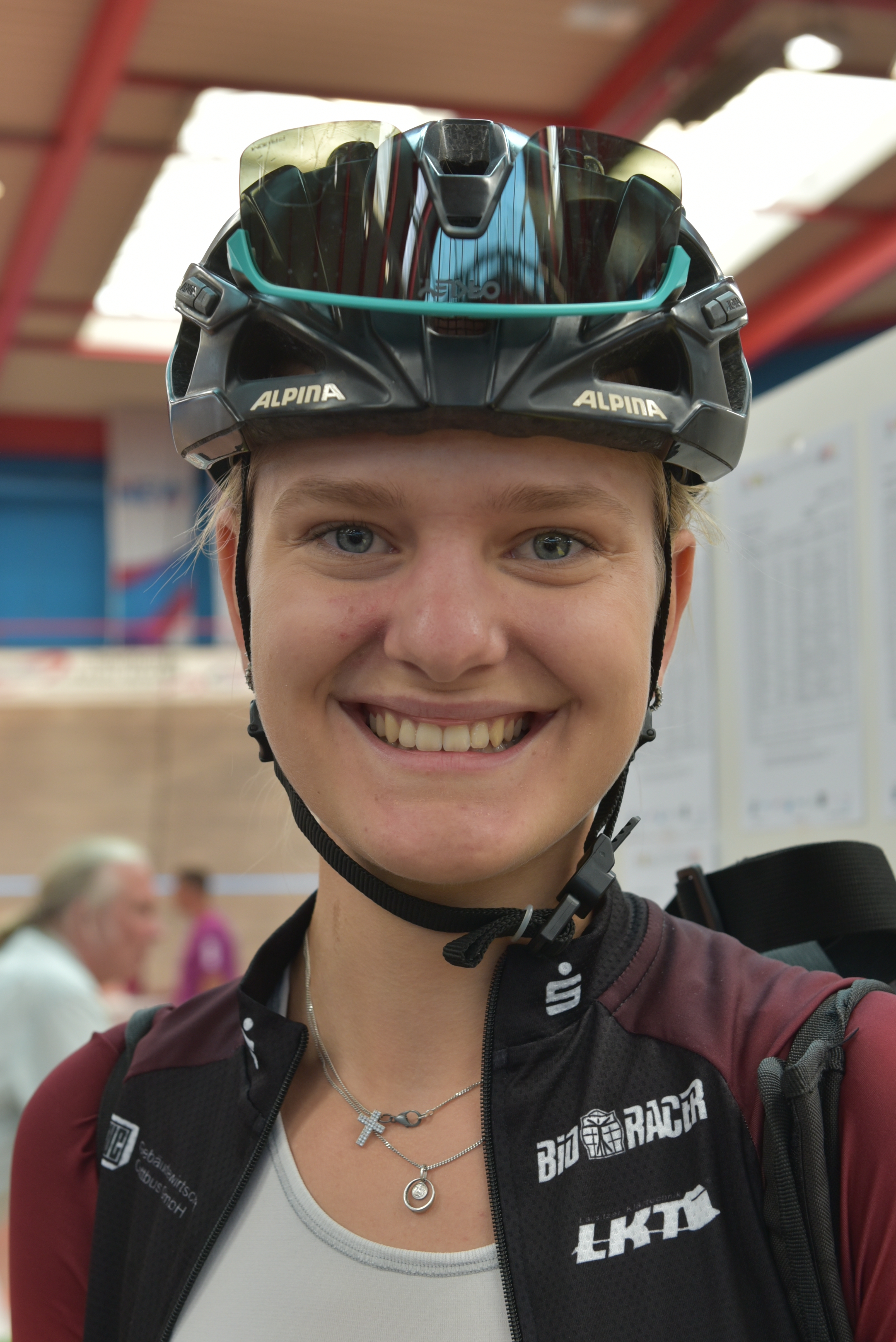
Hanna Dopjans
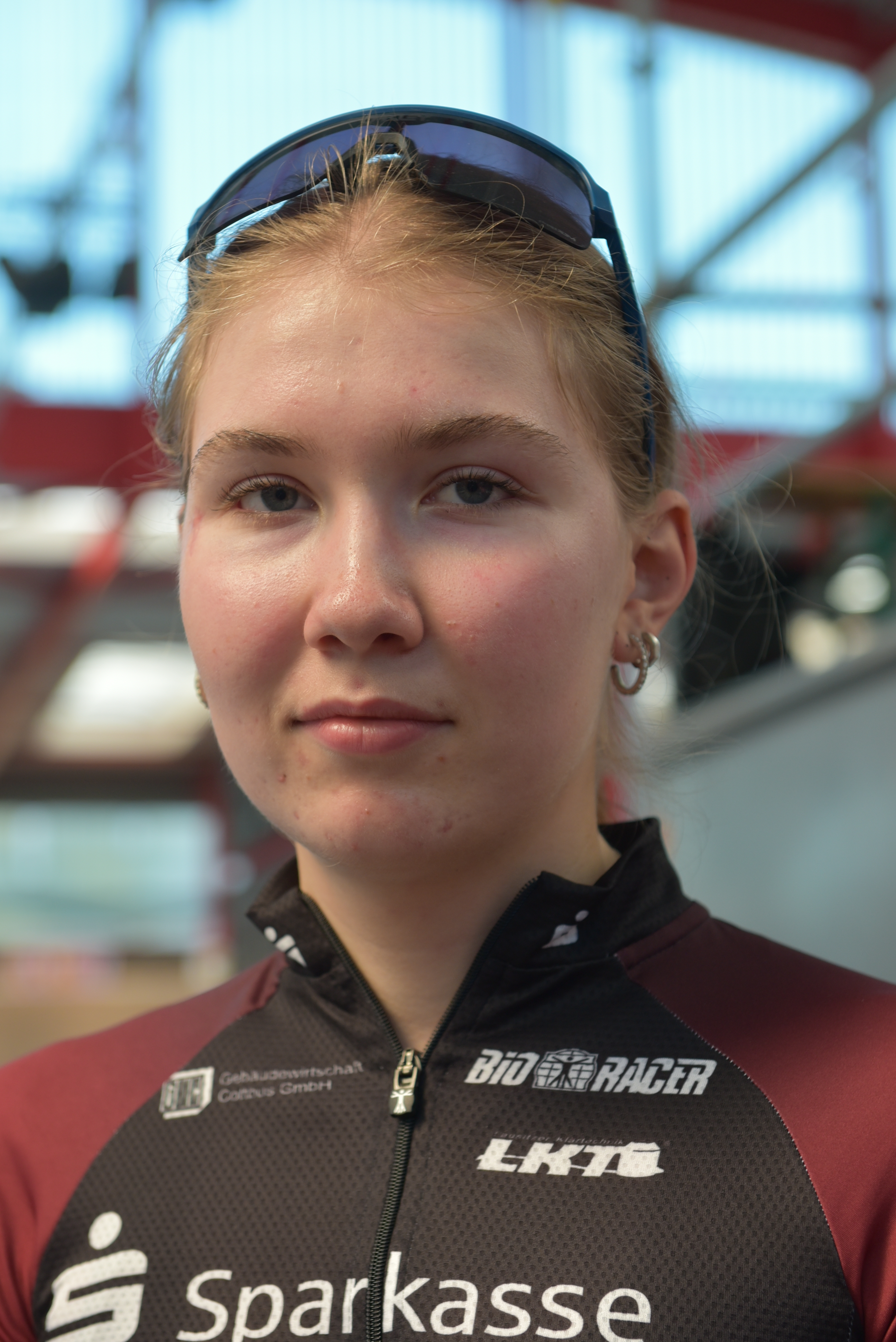
Selma Lantzsch
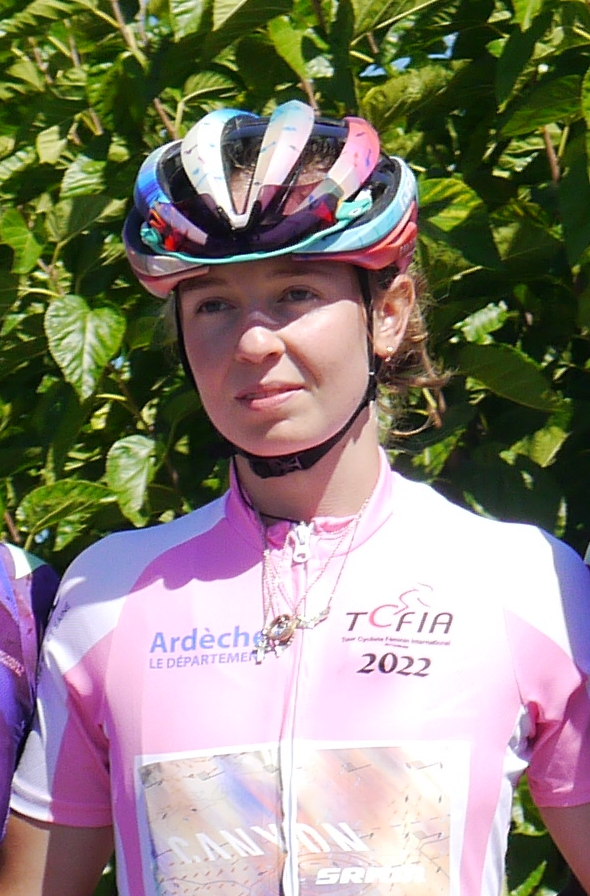
Antonia Niedermaier

### Österreichischer Radsport-Verband
- Frauen: Anna Kiesenhofer, Carina Schrempf, Christina Schweinberger, Kathrin Schweinberger
- Männer: Tobias Bayer, Reiner Kepplinger, Felix Ritzinger, Sebastian Schönberger, Moran Vermeulen, Emanuel Zangerle
- Frauen U23: Leila Gschwentner, Johanna Martini, Daniela Schmidsberger, Elisa Winter
- Männer U23: Paul Buschek, Alexander Hajek, Maximilian Kabas, Stefan Kovar, Stefan Marbler, Sebastian Putz, Marco Schrettl, Adrian Stieger
- Juniorinnen: Tabea Huys
- Junioren: Cian Hampton, Valentin Poschacher, Gabriel Preyler, Felix Rützler, Simon Wolfgang Schabernig, Marco Stöcker, Paul Viehböck, Manolo Wrolich

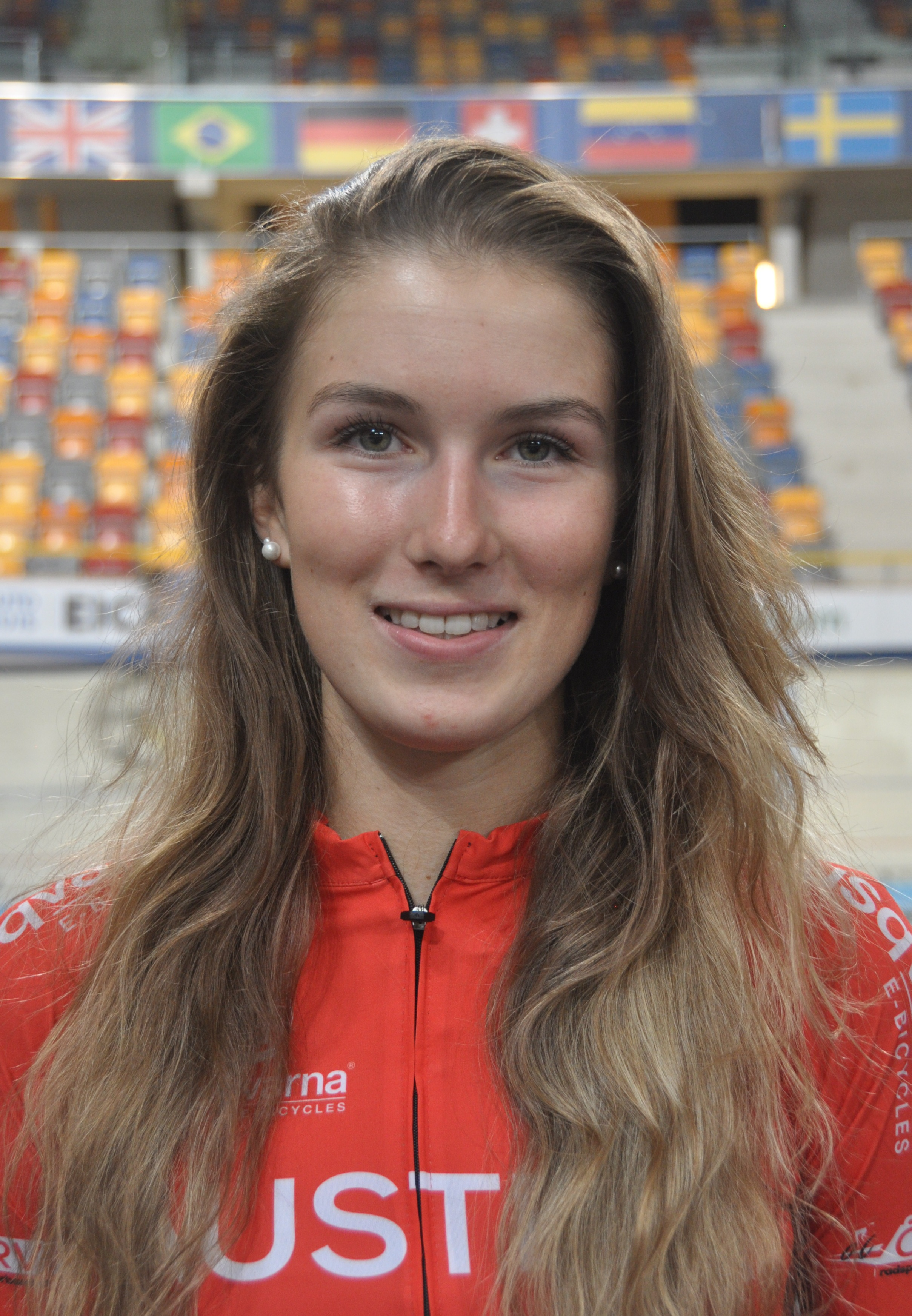
Leila Gschwentner
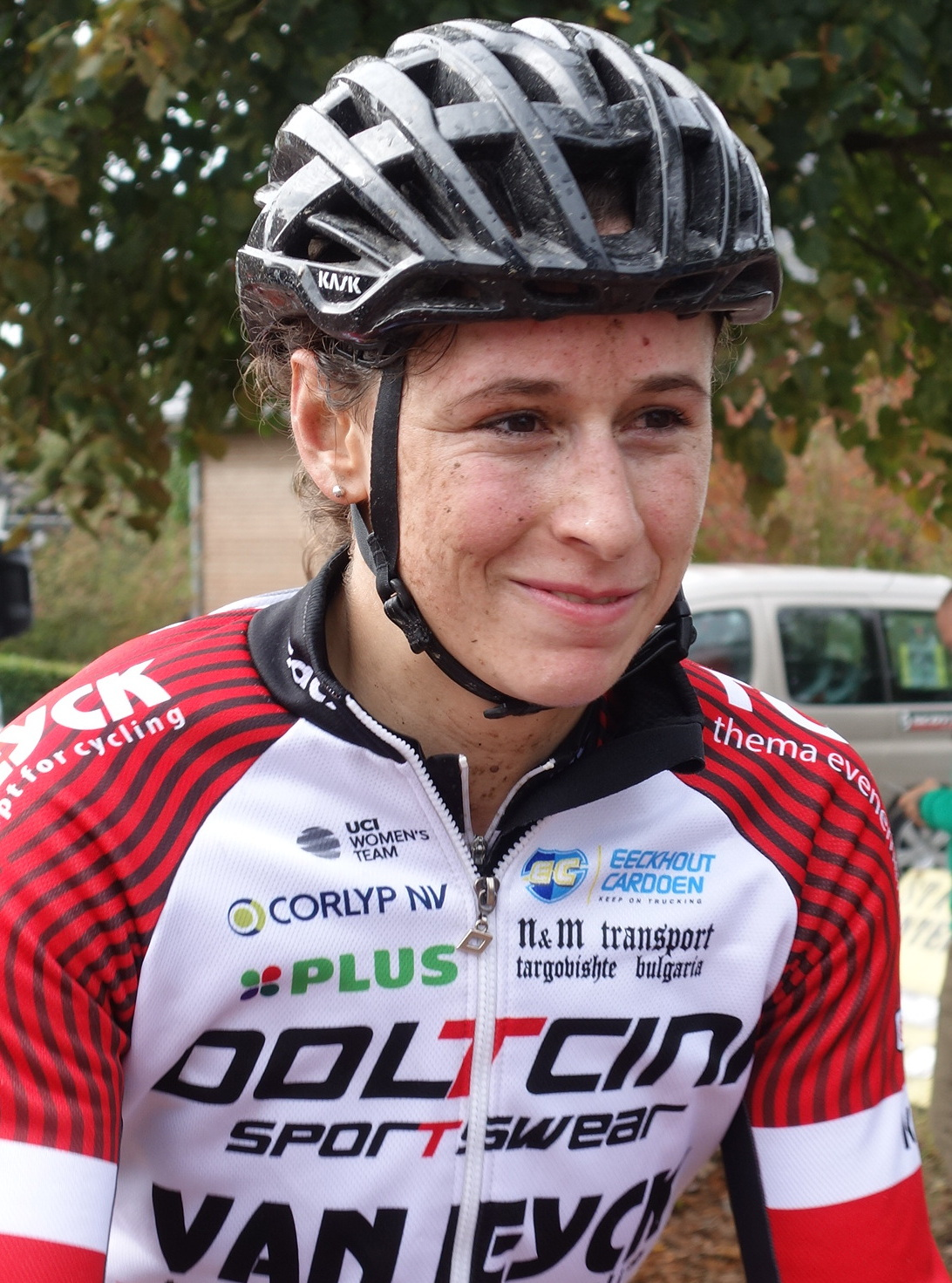
Christina Schweinberger
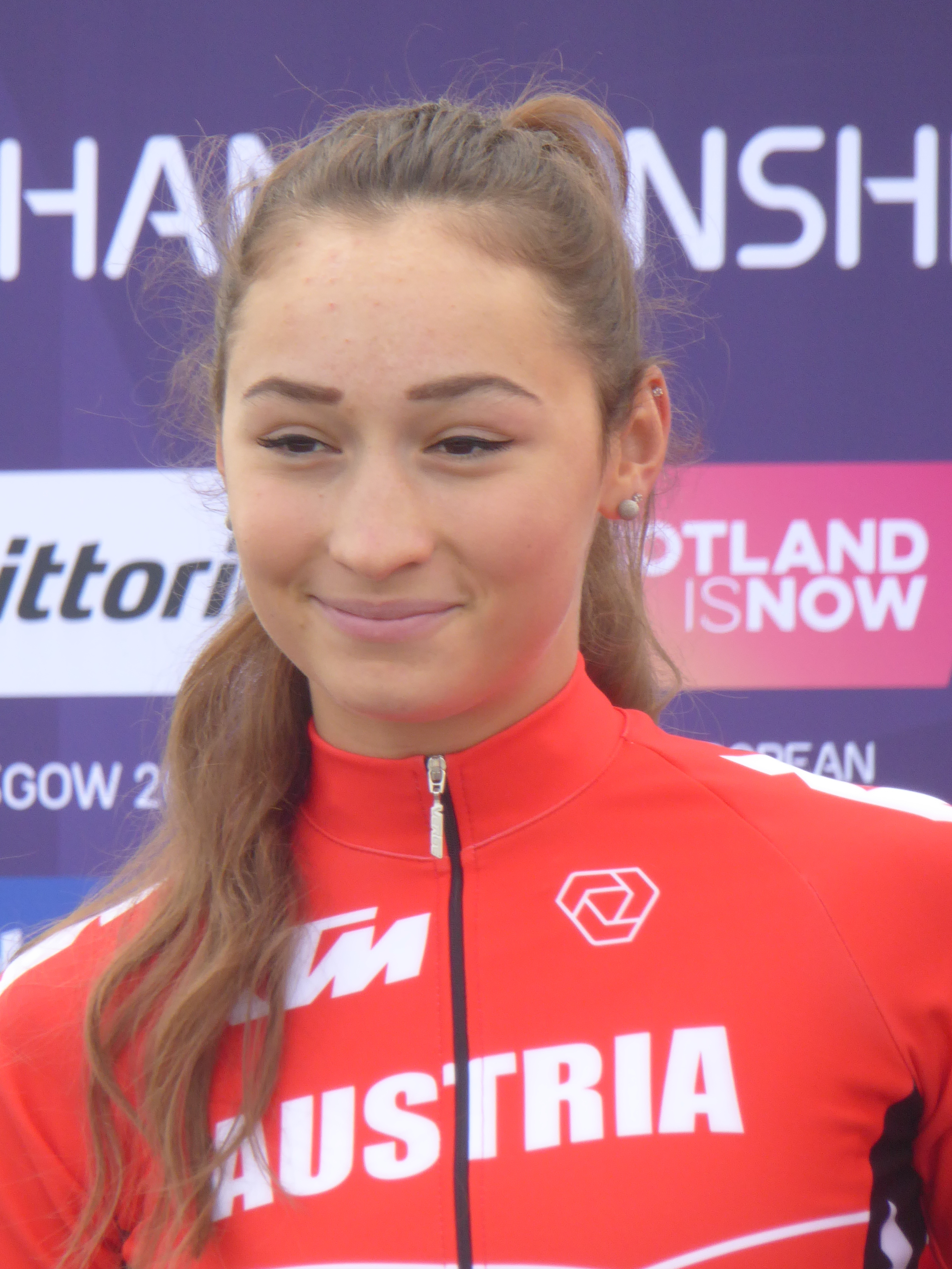
Kathrin Schweinberger
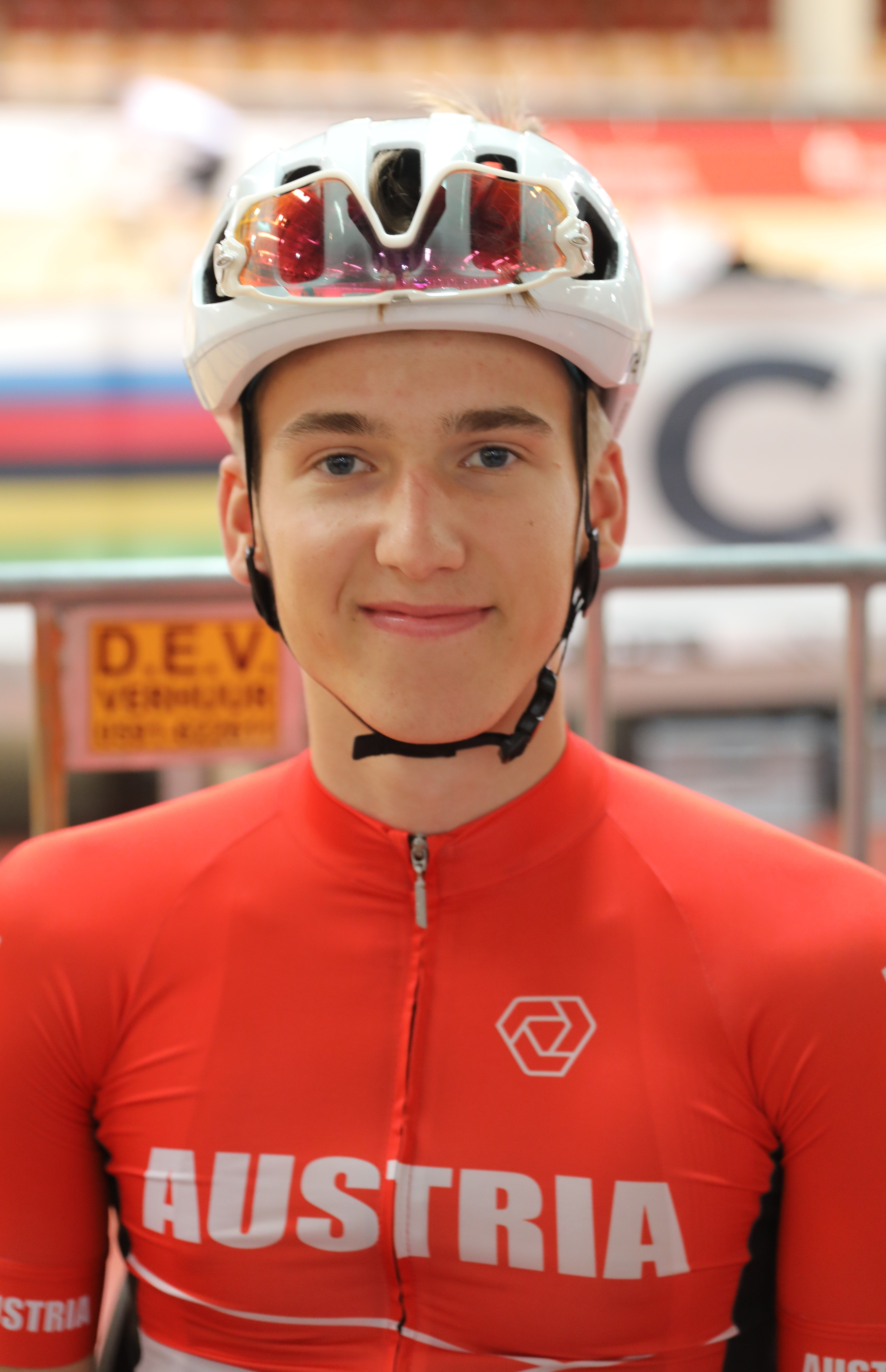
Paul Buschek
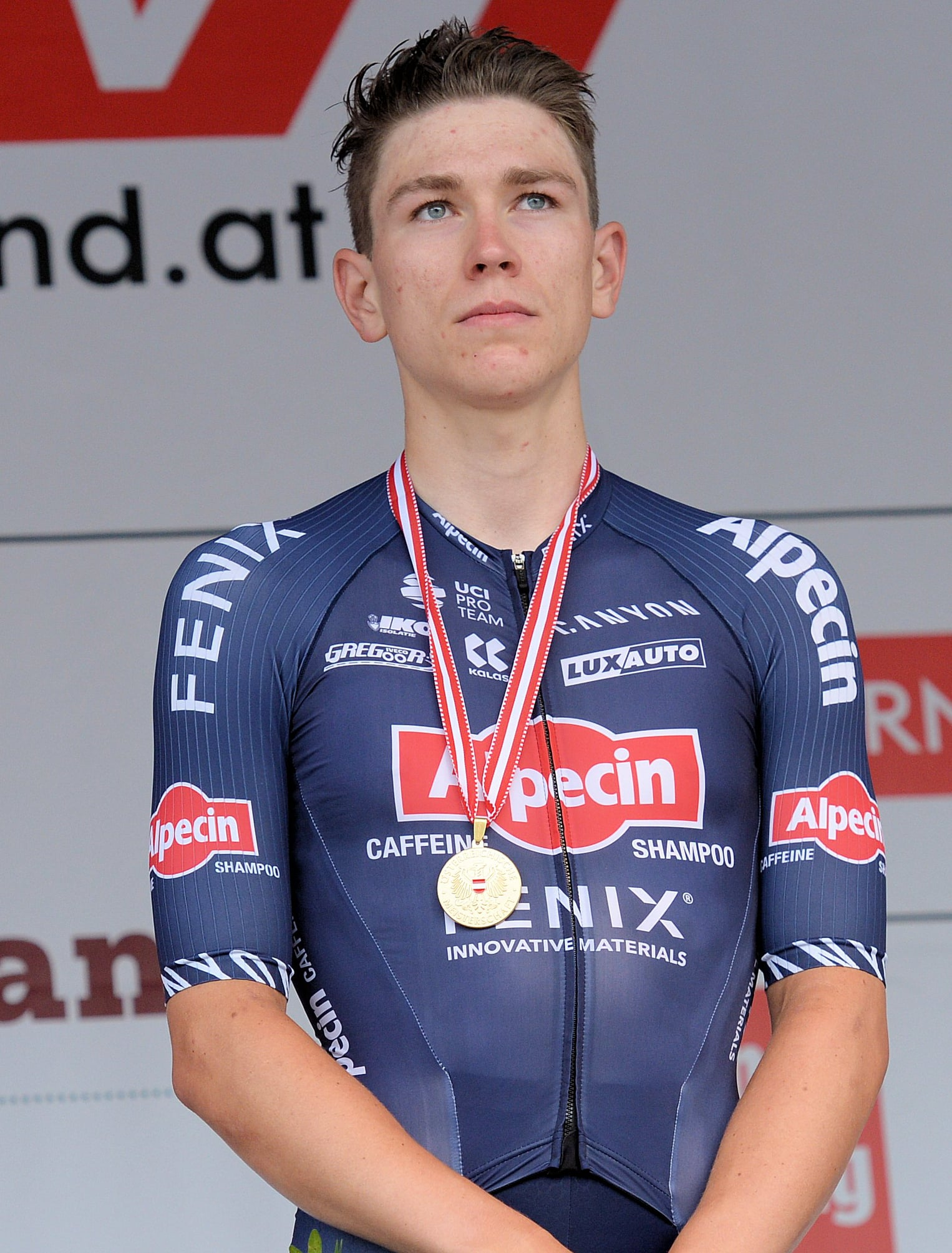
Tobias Bayer
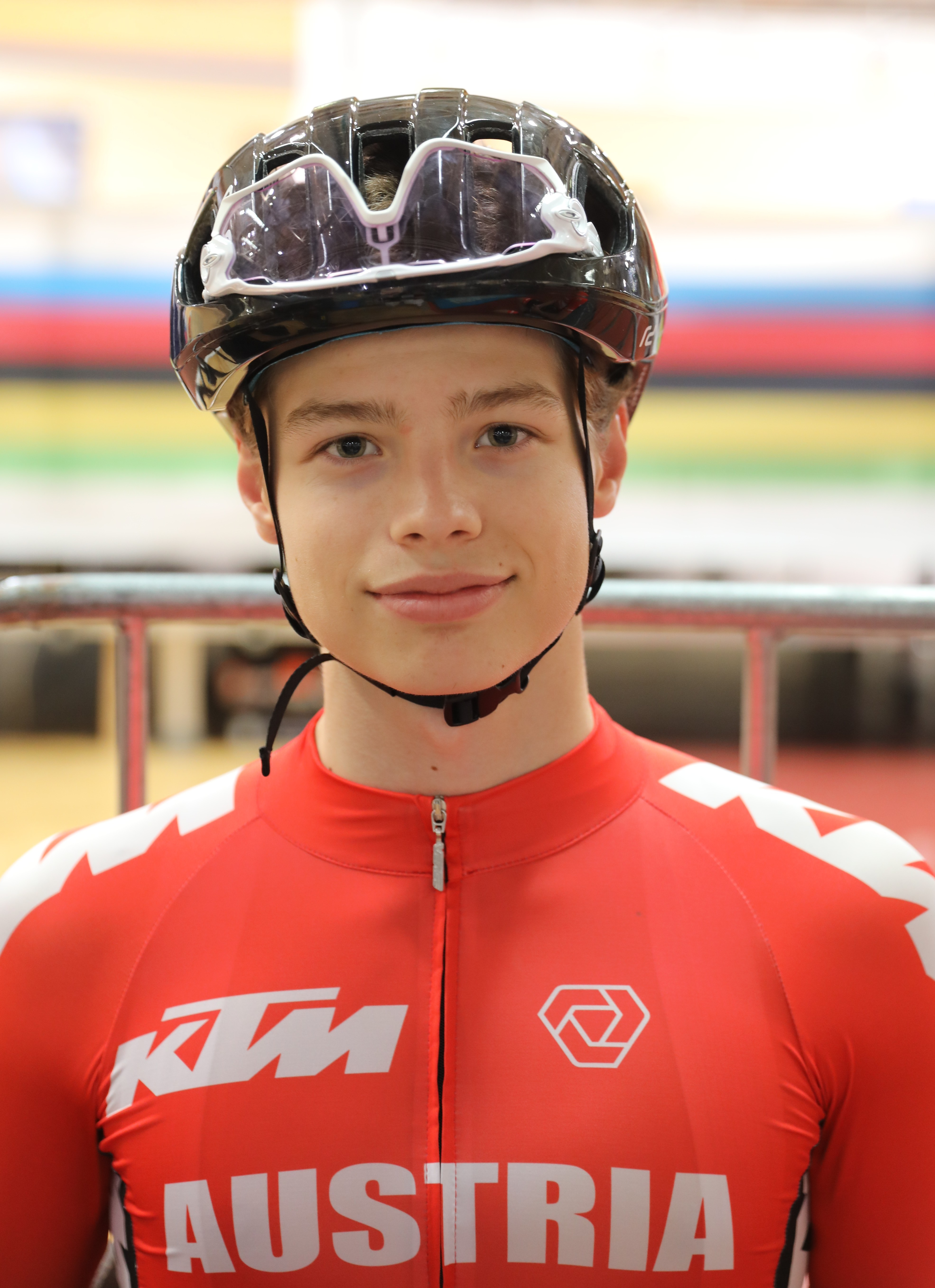
Stefan Kovar

### Swiss Cycling
- Frauen: Caroline Baur, Elise Chabbey, Lea Fuchs, Nicole Koller, Marlen Reusser
- Männer: Stefan Bissegger, Stefan Küng, Johan Jacobs, Fabian Lienhard, Michael Schär, Felix Stehli
- Frauen U23: Lea Huber, Lorena Leu, Jasmin Liechti, Noëlle Rüetschi, Noemi Rüegg, Linda Zanetti
- Männer U23: Elia Blum, Fabio Christen, Robin Donzé, Daniel Schönenberger, Arnaud Tendon, Joël Tinner
- Juniorinnen: Aline Epp, Muriel Furrer, Lara Liehner, Zoe Schiess, Chiara Solèr, Sirin Städler
- Junioren: Ilian Barhoumi, Victor Benareau, Alexandre Binggeli, Nicolas Bialon, Luca Bühlmann, Nicolas Ginter, Mats Poot

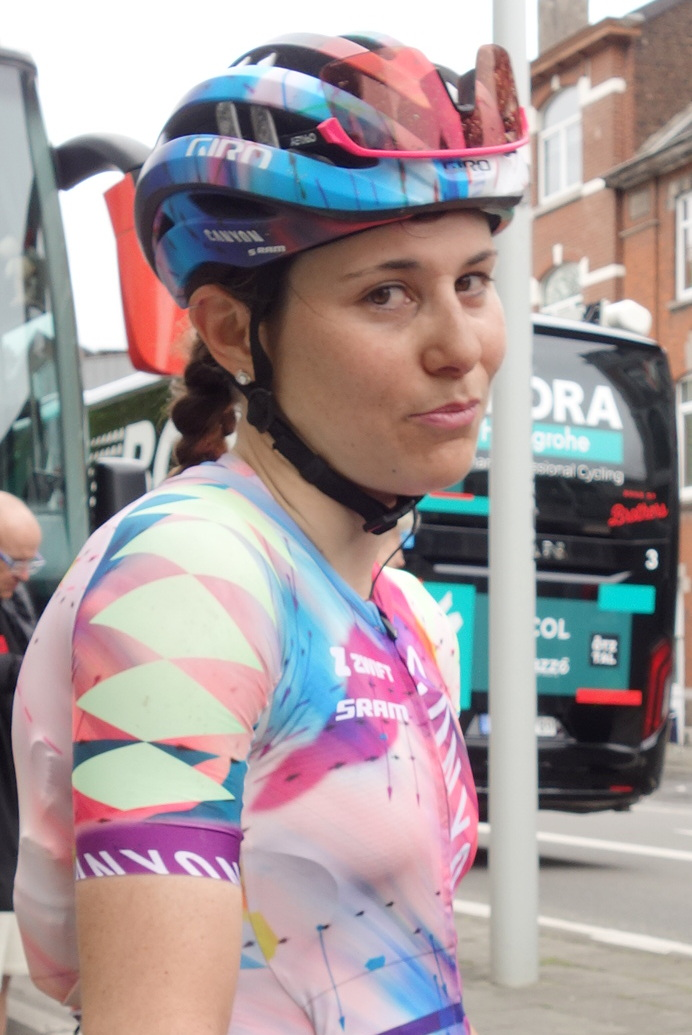
Elise Chabbey
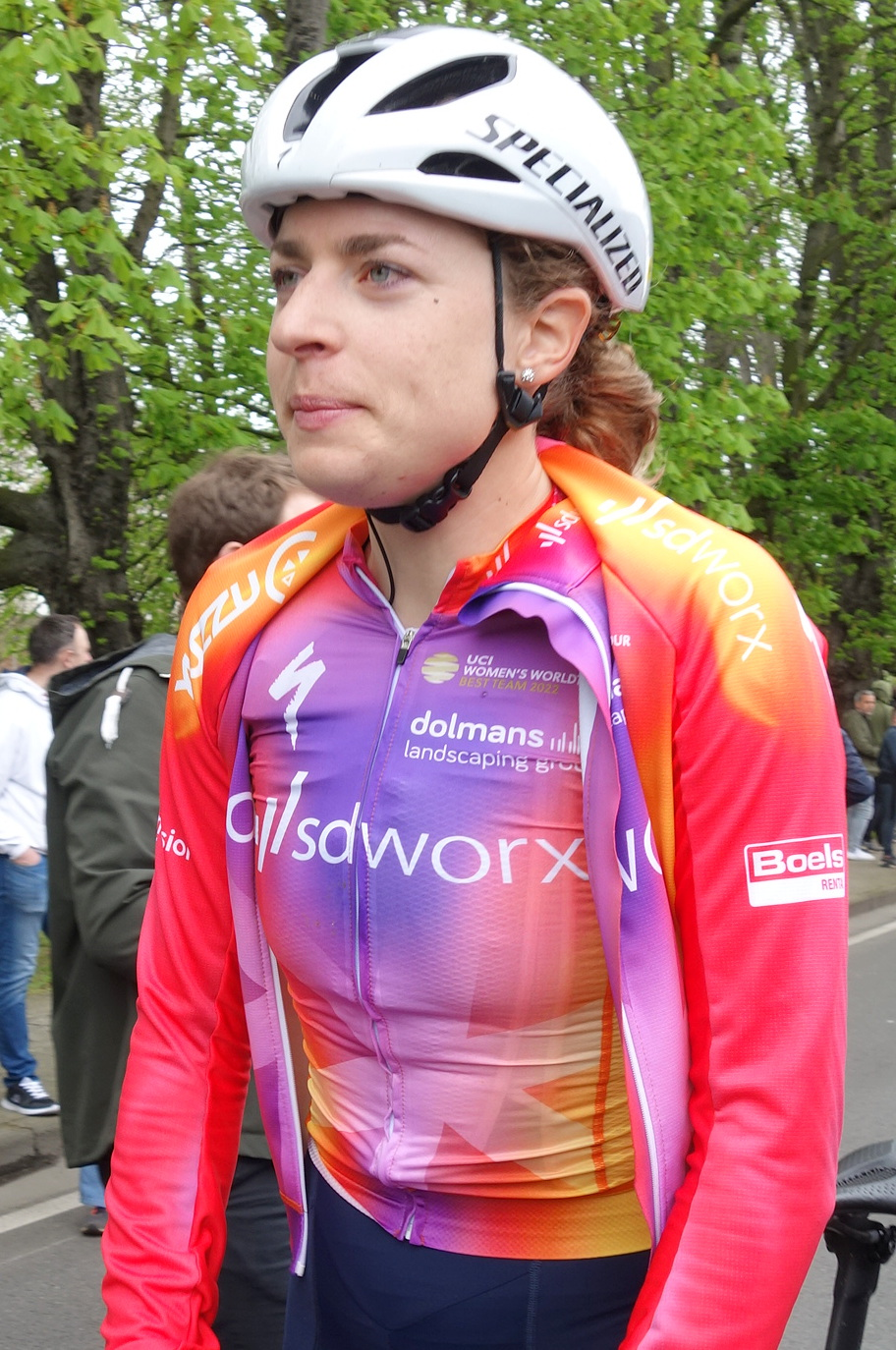
Marlen Reusser
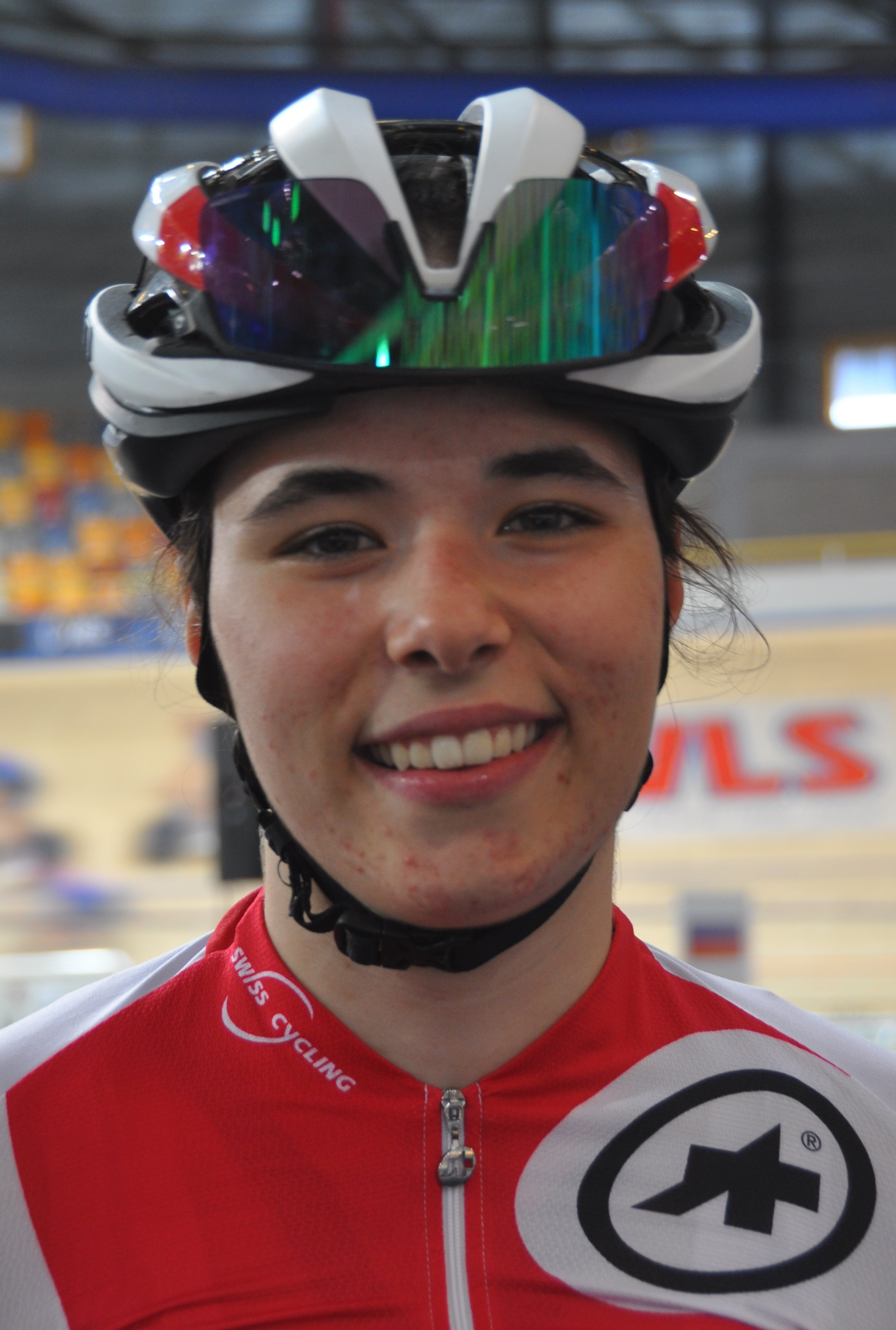
Lorena Leu
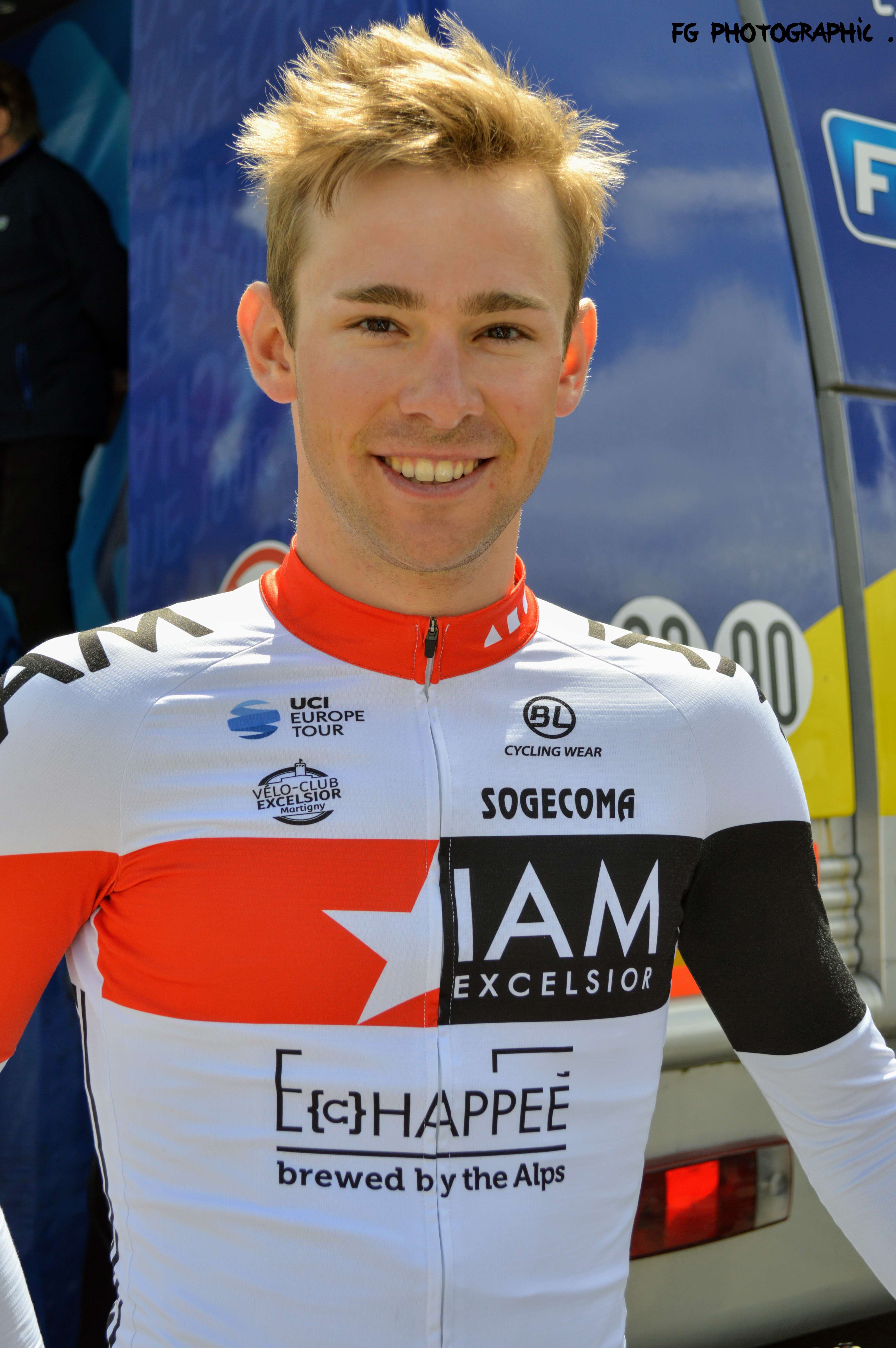
Fabian Lienhard
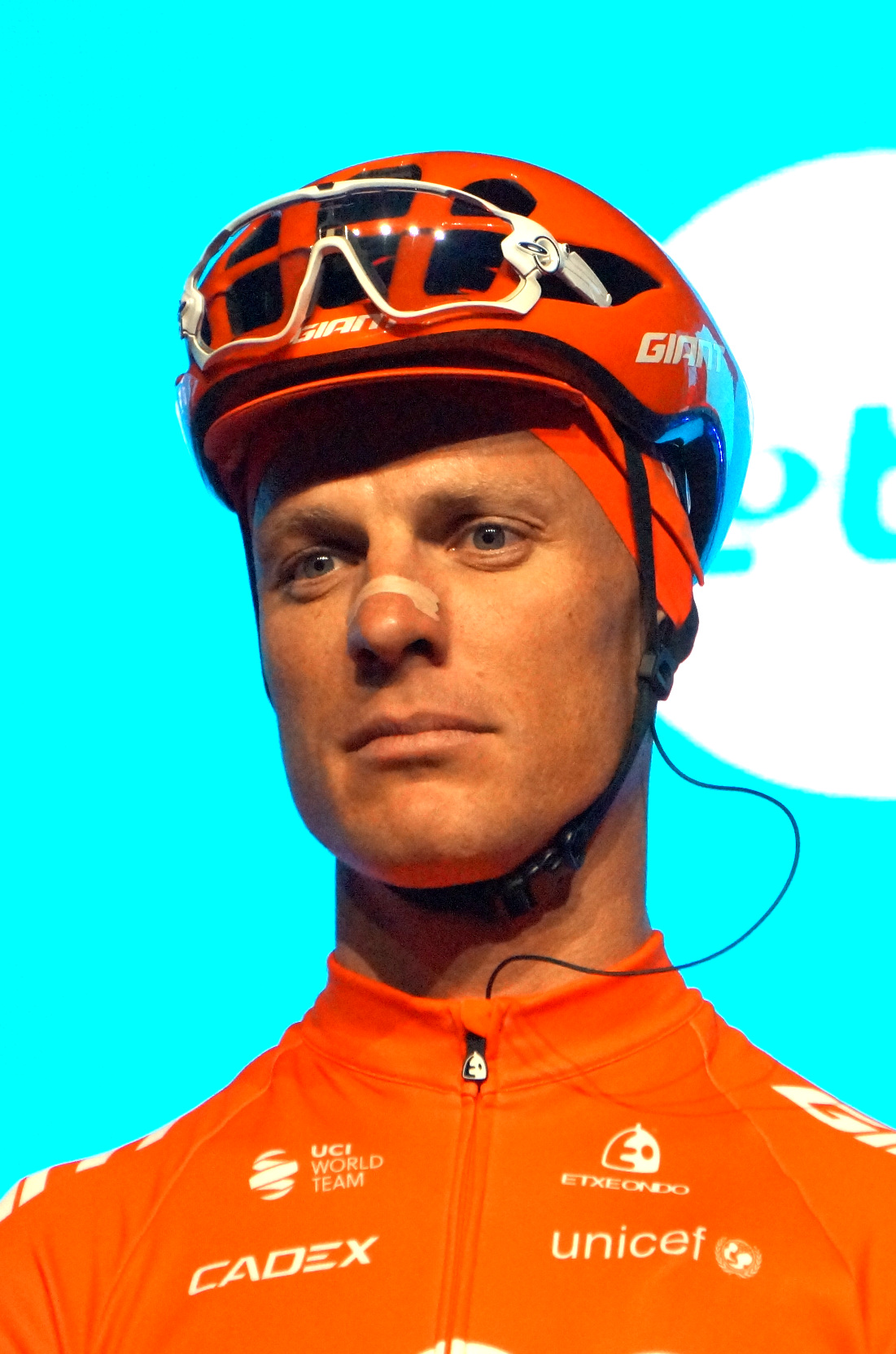
Michael Schär
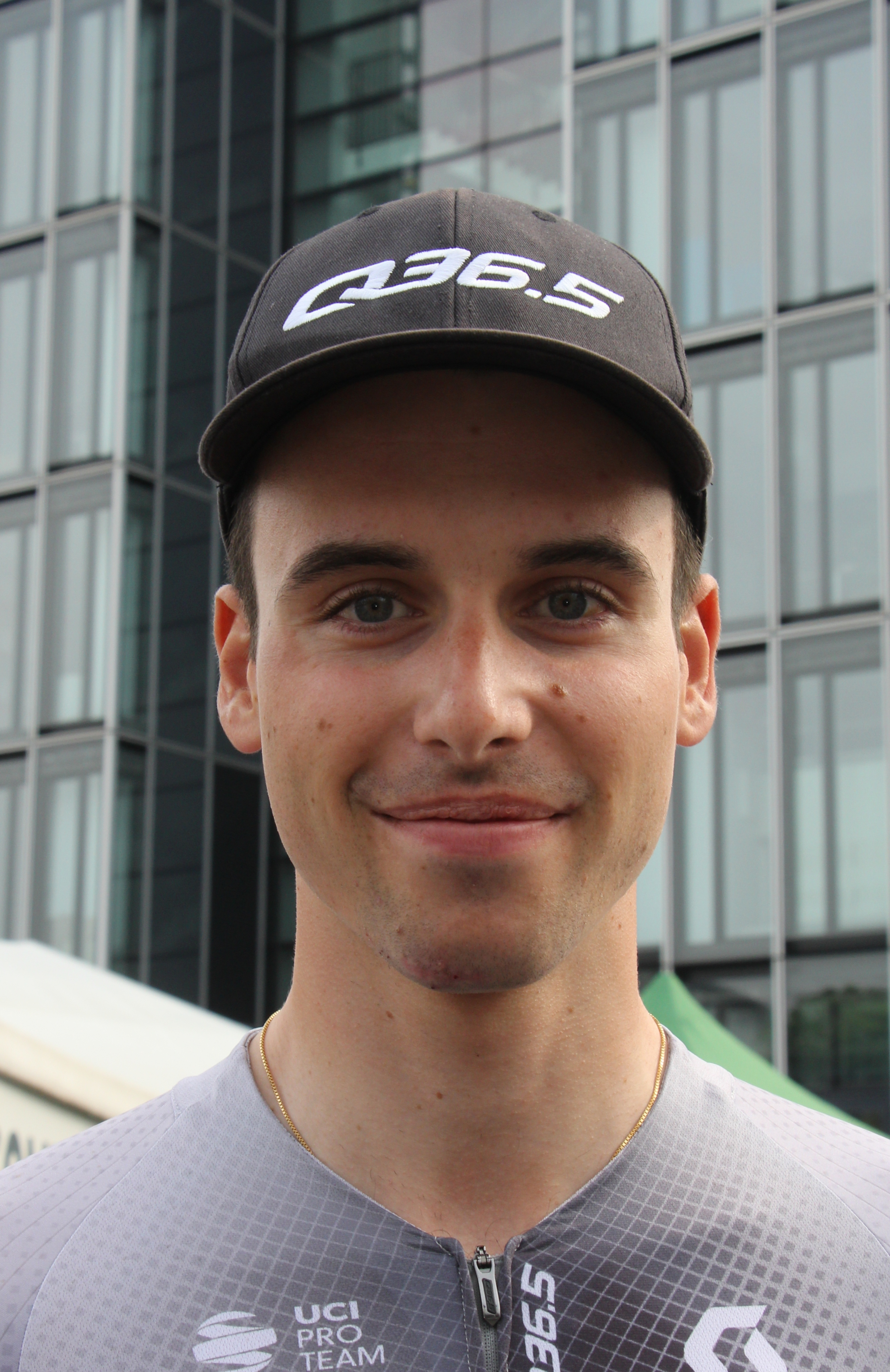
Fabio Christen